# 賈彥文

賈彥文牧徽主教版本

賈彥文牧徽總主教版本

賈彦文主教（英語：Bishop Matthew Kia Yen-wen，1925年1月17日—2017年8月22日）， 天主教台北總教區榮休總主教。

## 生平
生于河北元氏，十二岁进入正定教区的小修院，后来在北平读哲学，罗马读神学，比利时鲁汶攻读教育心理学。于1951年7月15日晋铎，在比国期间担任留学生及教友的辅导司铎，并创立鸣远基金会提供中国学生奖学金。
1961年回台湾，任台南教区副主教，并任教于成功大学及辅导天主教大专学生生活。1970年7月16日荣升牧职，任嘉义教区繼牛會卿主教後的第二任主教，1974年11月27日，当选花莲教区繼費聲遠主教後的第二任花蓮教區主教，1978年11月15日，当选台北总教区总主教，其任职期间对神父、修女等神职人员照顾有加；对青年的活动更是热心支持。他最关心教友生活信德的扎根，鼓励教友深入了解天主的道理，在生活中实践天主爱人的真义。
1989年2月11日因健康原因荣退，搬至花蓮定居。2017年8月22日逝世。